# Смажений сир
Смажений сир (чеськ. Smažený sýr) — чеська і словацька страва із сиру (зазвичай Едама), порізаного на товсті скибочки і панірованого в борошні, яйцях та сухарях, а потім підсмаженого на сковорідці. Подають з салатом, картоплею фрі (або картоплею, приготованою в іншому вигляді) і татарським соусом чи майонезом.
В Чехії та Словаччині є вуличною їжею і досить часто продається на вулицях. З початку 2000-х ця страва розповсюдилася по Європі, в тому числі в Україні.

## Галерея

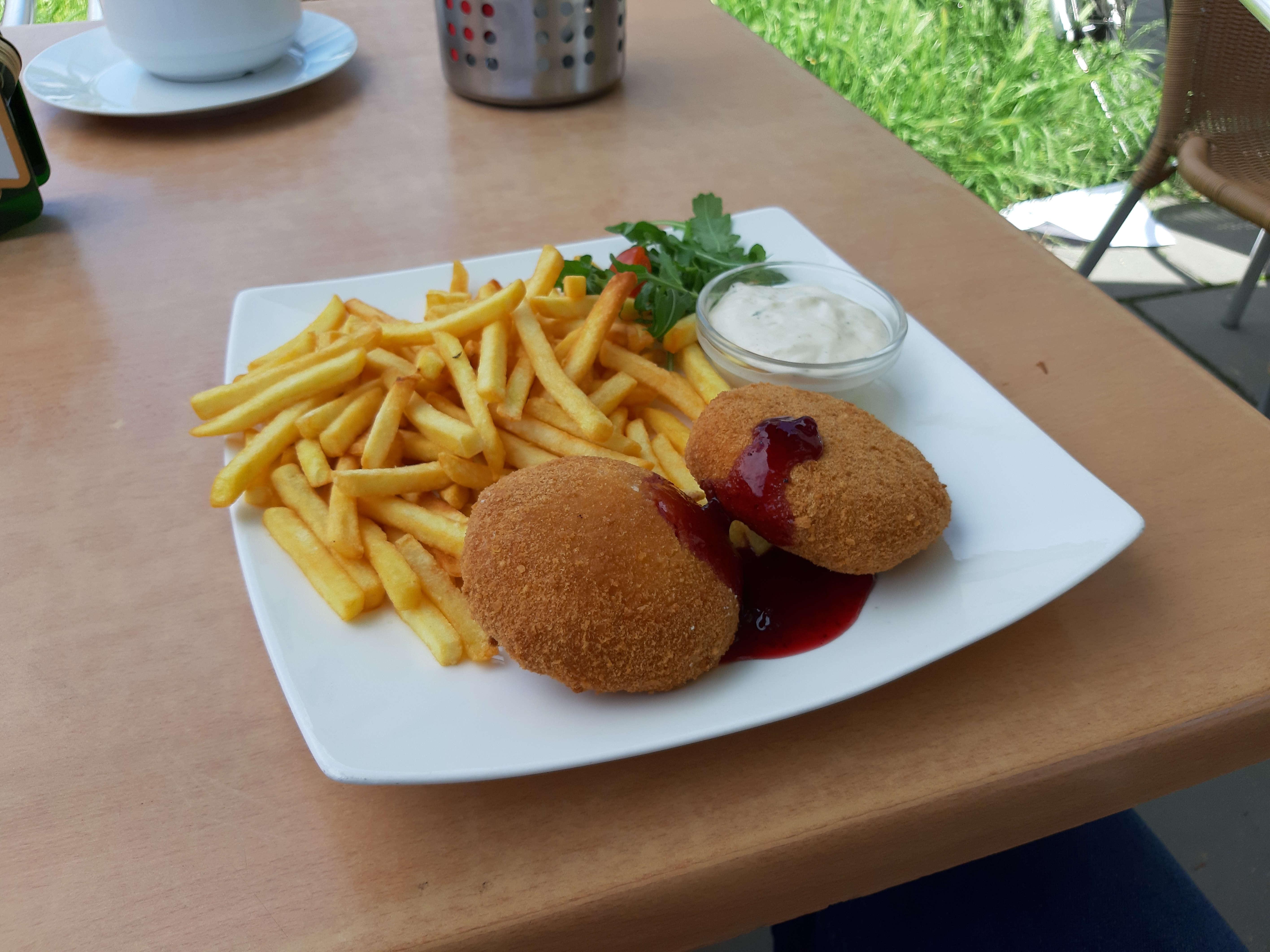
Смажений сир з картоплею та салатом
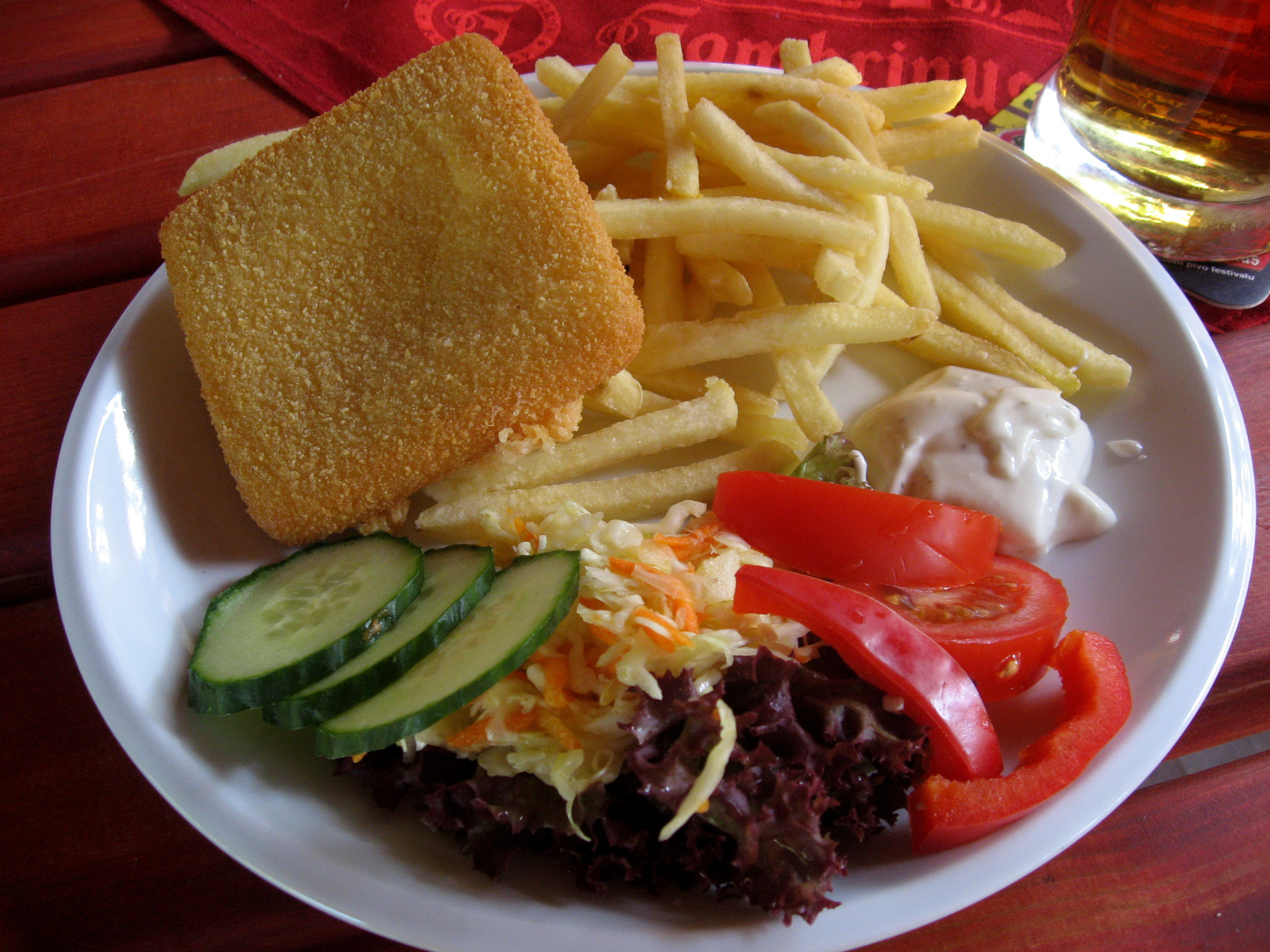
Смажений сир з картоплею та салатом
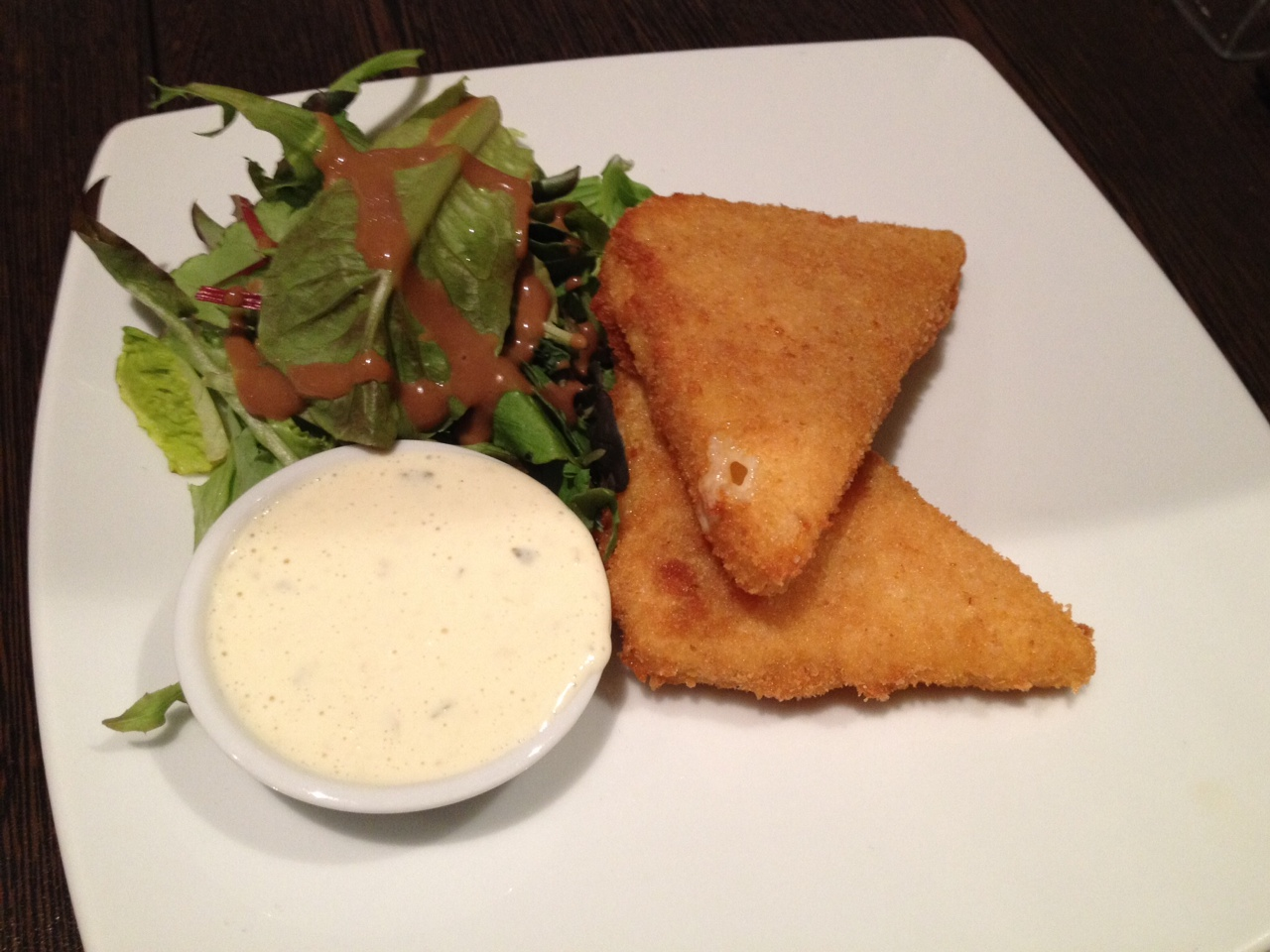
Чеський смажений сир
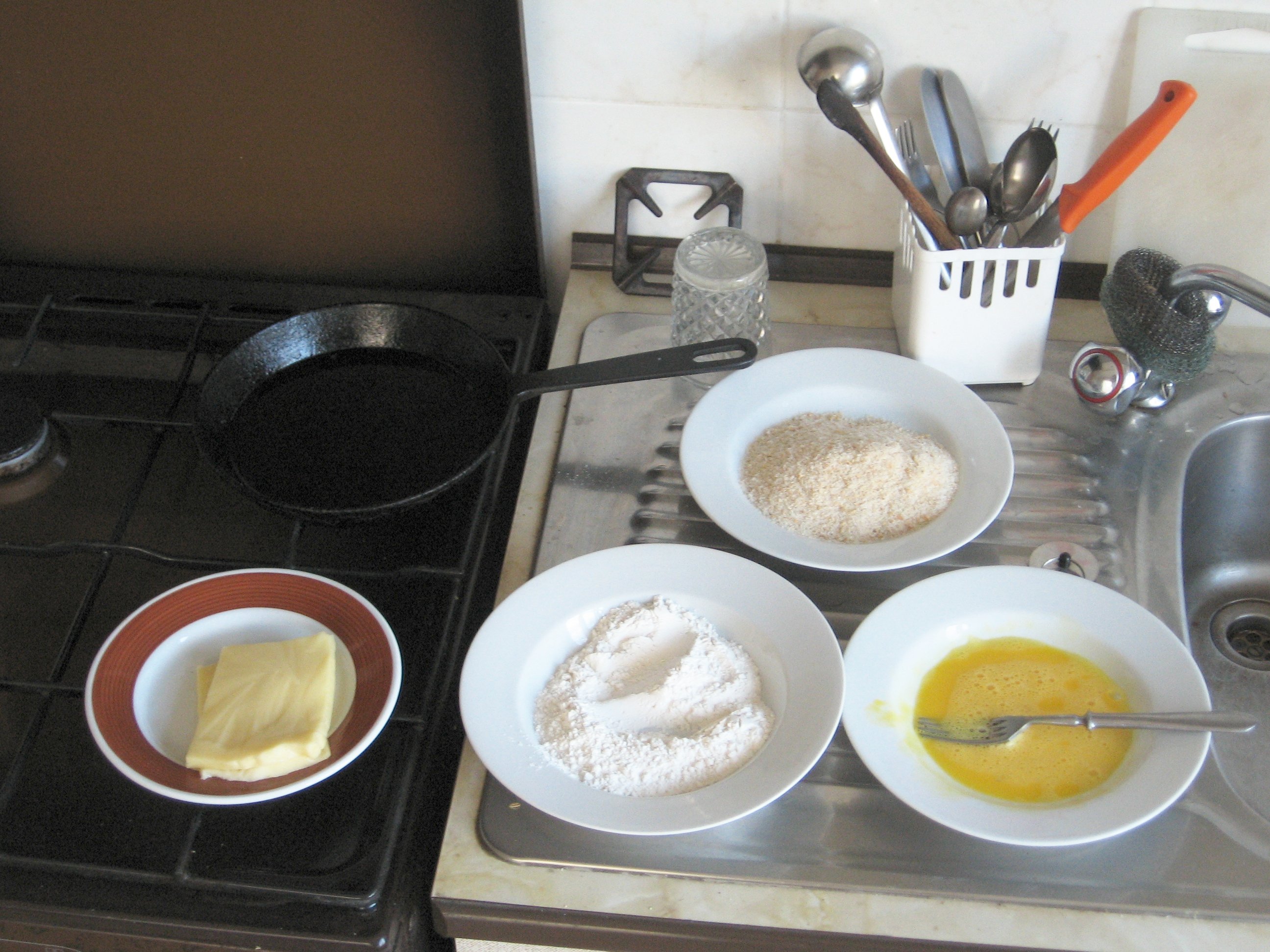
Приготування
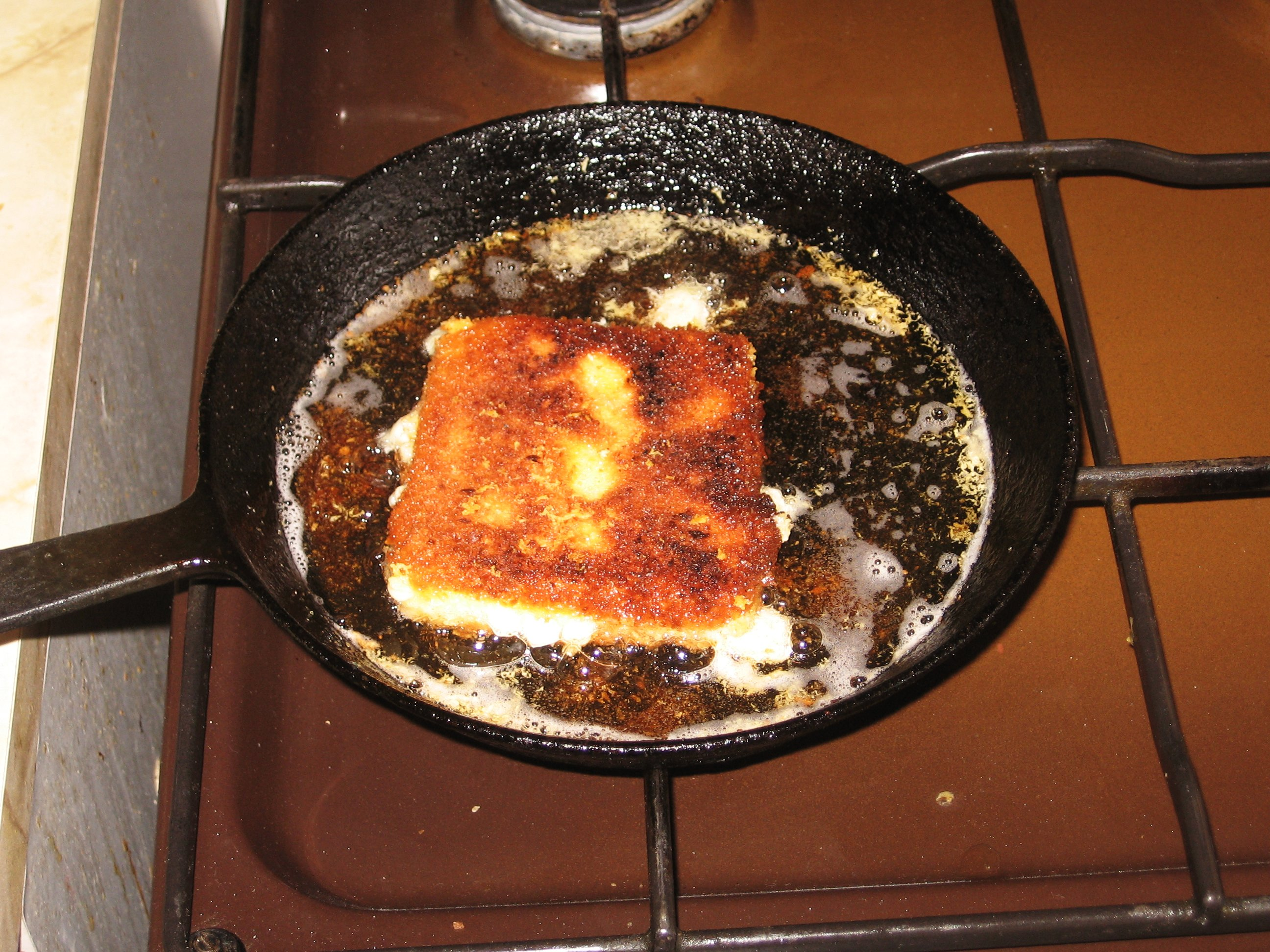
Смажений сир на сковорідці
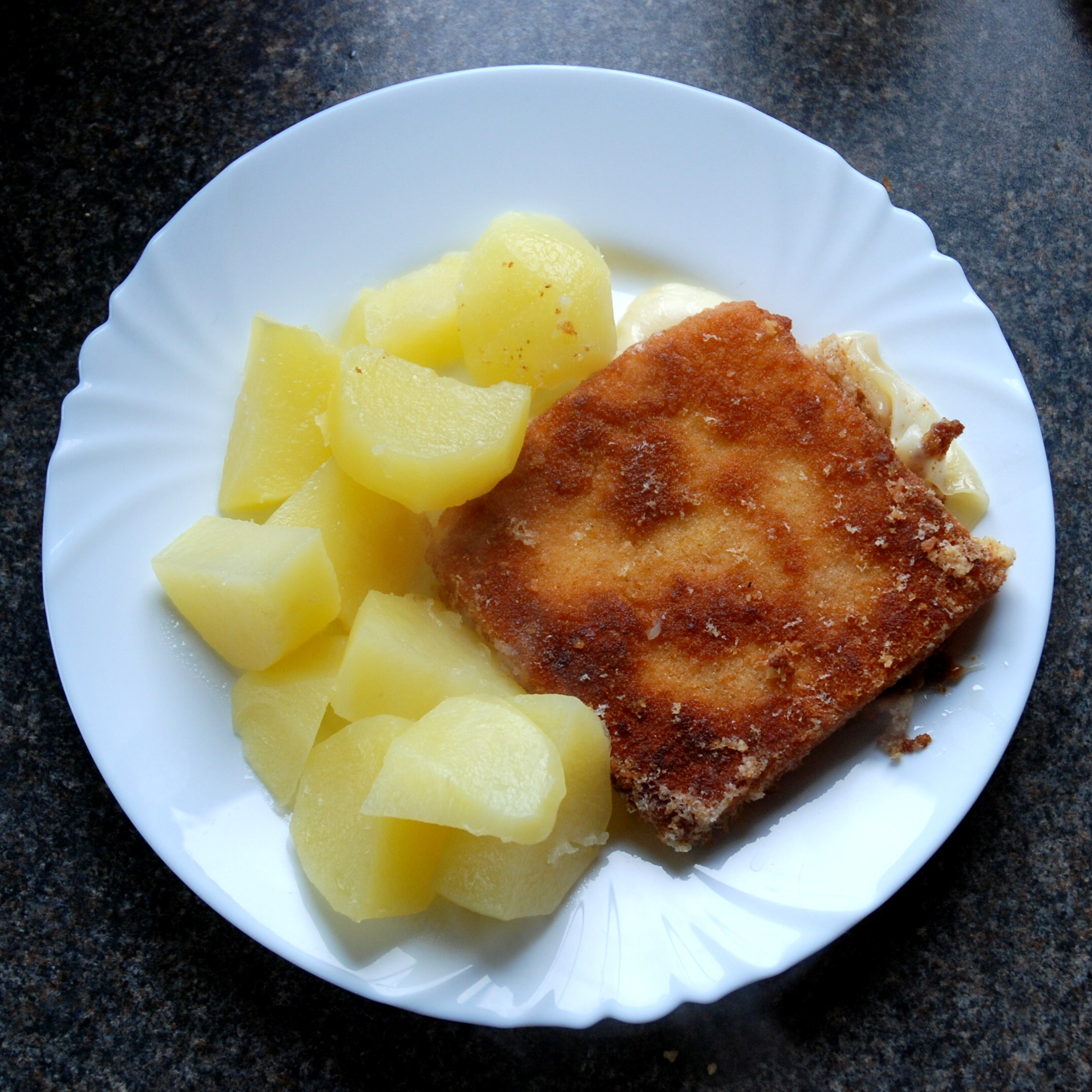
Смажений сир із картоплею
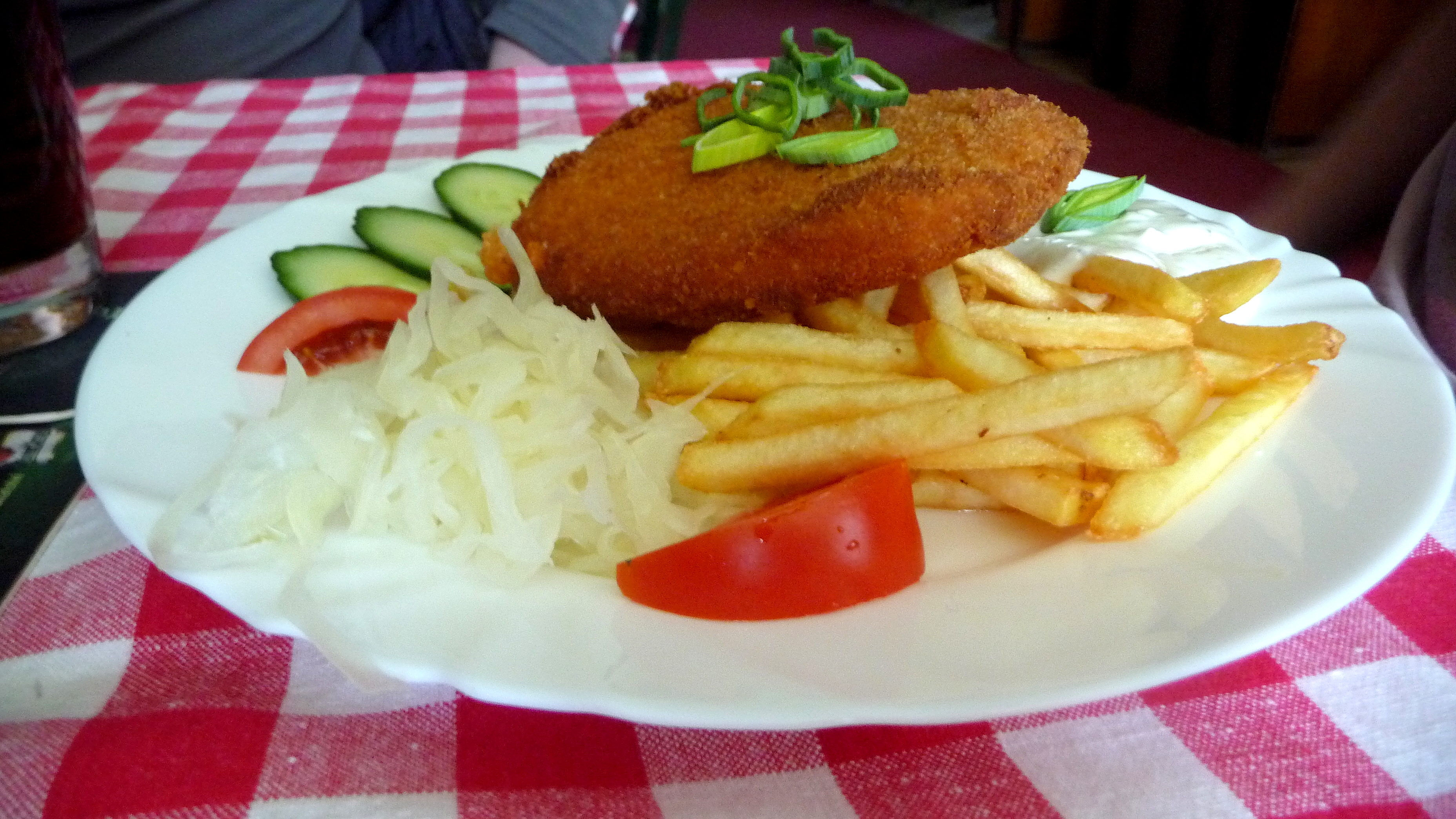
Смажений сир із картоплею фрі
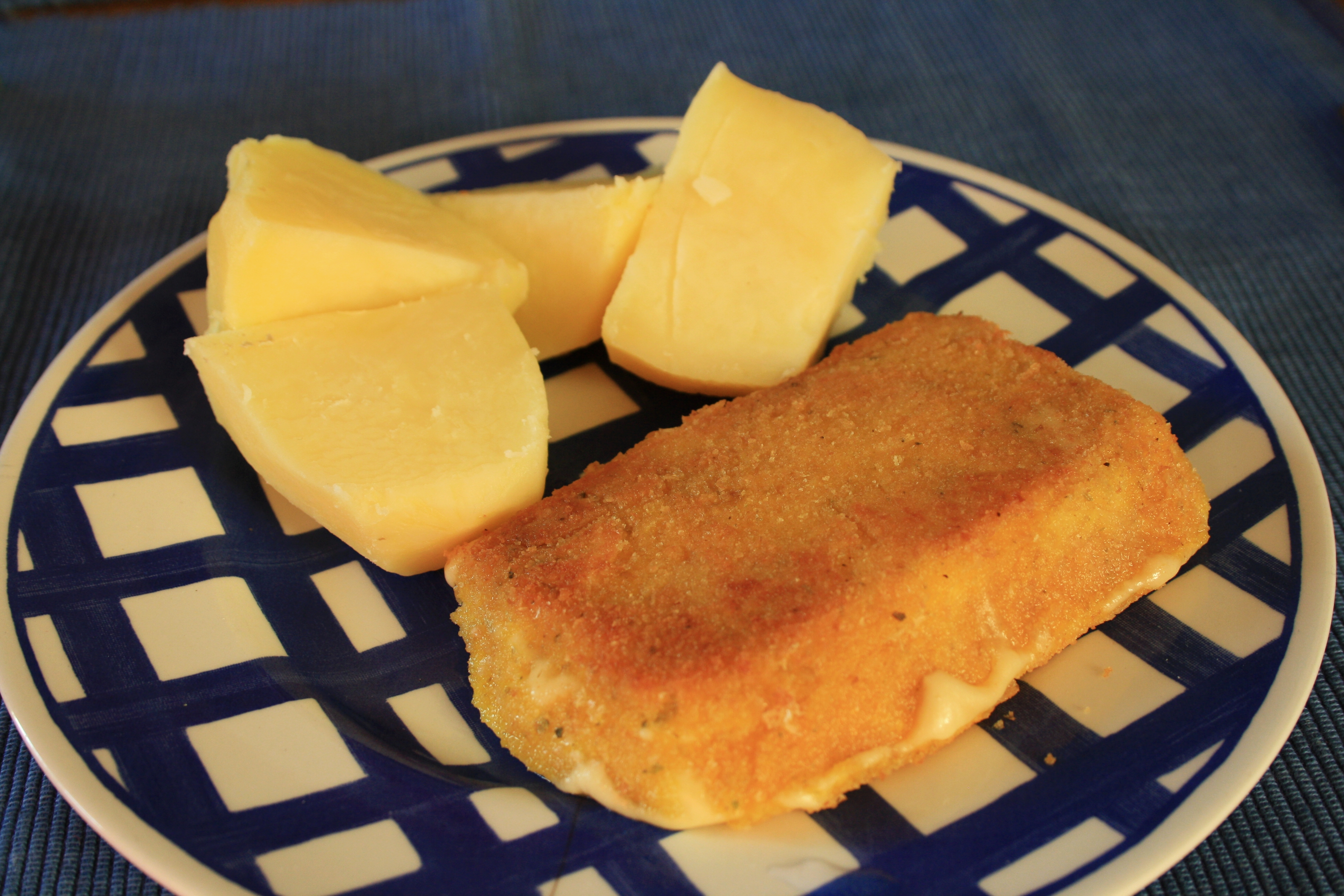
Смажений і звичайний сири
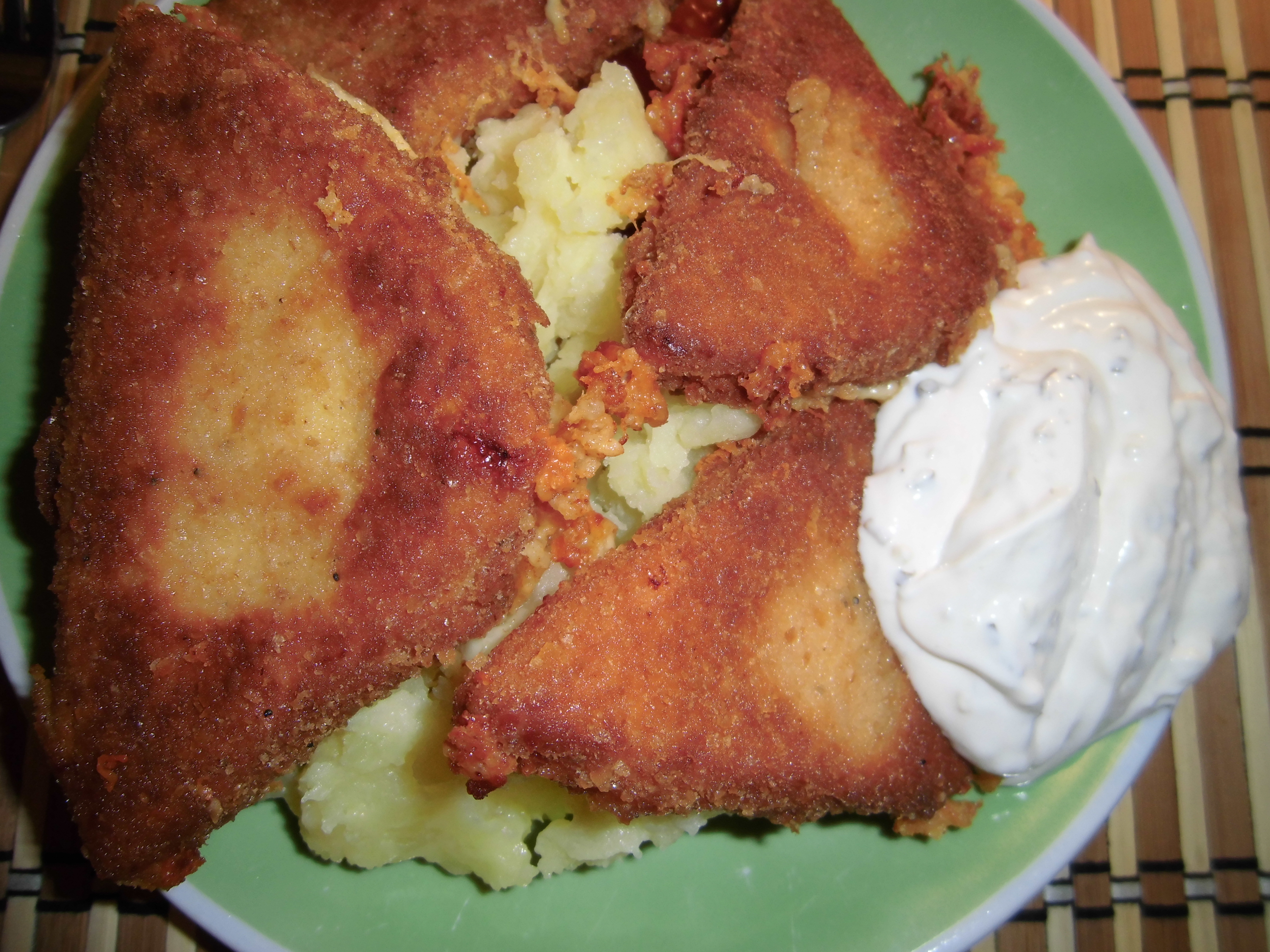
Смажений сир із татарським соусом
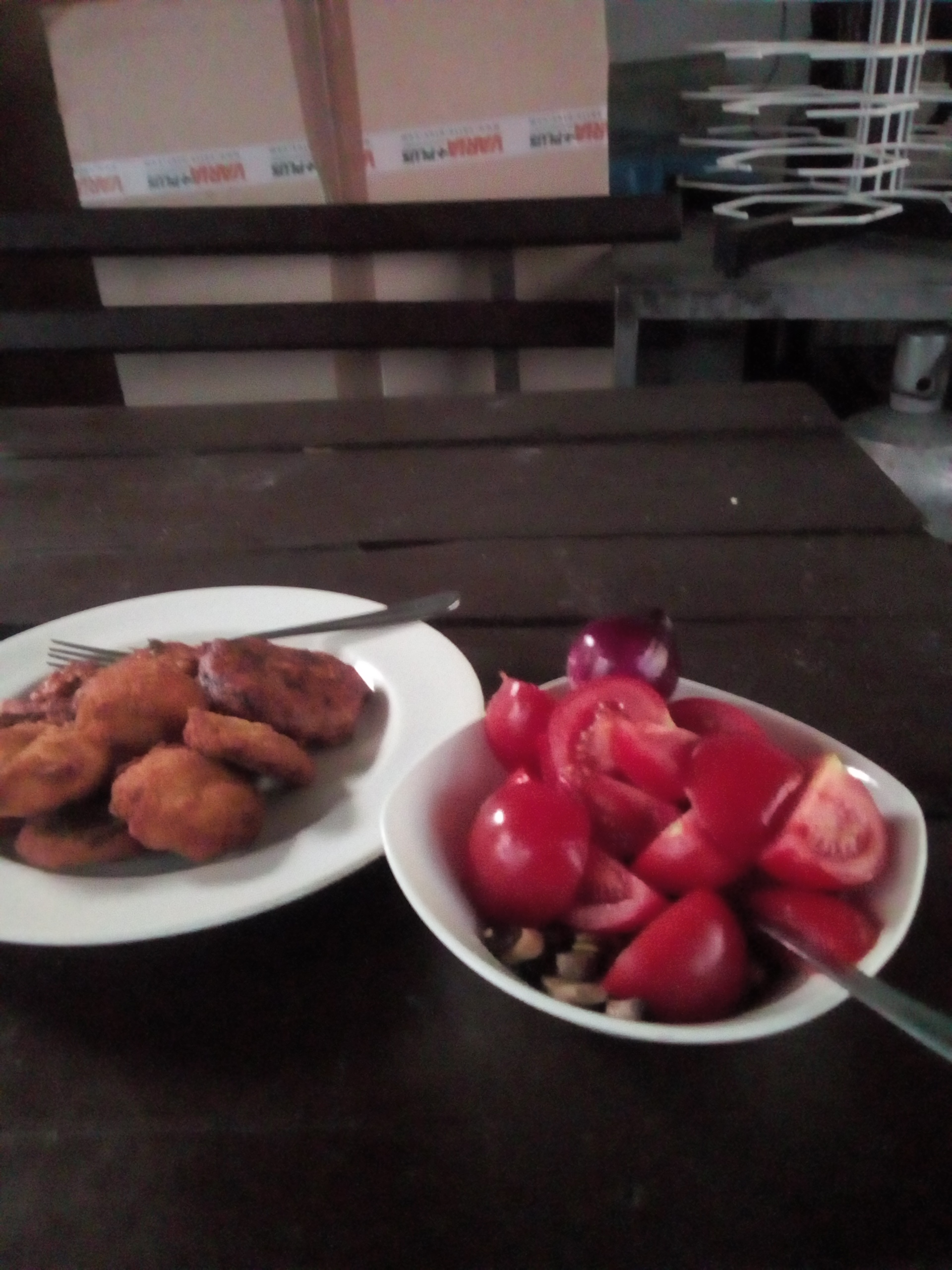
Смажений сир з помідорами (Дебрецен, Угорщина)